# Nagykereskedelem
A nagykereskedelem (franciául commerce en gros) "termékek és szolgáltatások átalakítás nélküli továbbértékesítése (kereskedő, feldolgozó, termékek raktározásával, szállításával, valamint a termékekhez kapcsolódó közvetlen szolgáltatásnyújtással foglalkozó) viszonteladók számára".

## Fajtái
- Klasszikus nagykereskedő: a termékek beszerzésével és értékesítésével foglalkozik, a saját nevén kereskedik az árukkal, valamint a nagykereskedelmi szolgáltatások széles körét nyújtja viszonteladói számára.[1]
- Általános nagykereskedő: olyan klasszikus és teljes szolgáltatást nyújtó nagykereskedő, akik számos árucsoporttal foglalkozik, viszont az egyes árucsoportokban nem túl mély a kínálatot nyújt.[1]
- Árucsoportokra szakosodott nagykereskedő: teljes körű nagykereskedelmi tevékenységet végez és egy-egy árucsoportra specializálódik. Az árucsoporton belül számos kategóriát és cikkelemet forgalmaz, ezért ideális kiszolgálója a kiskereskedelmi szaküzleteknek.[1]
- Termékvonalra szakosodott nagykereskedő: teljes körű szolgáltatást nyújtó közvetítő, amely egy-egy termékkategóriára, de azon belül mély választékra szakosodik.[1]
- Polcfeltöltő nagykereskedő (rack jobber): szorosan együttműködik a kiskereskedőkkel és nem csupán a klasszikus beszerzési, raktározási, szállítási feladatokat végzi el, hanem a kiskereskedelmi üzletekben a polcfeltöltést is, illetve visszaveszik az el nem adott termékeket.[1]
- Cash&Carry nagykereskedő: korlátozott szolgáltatást nyújtó nagykereskedő, amely elsősorban az áruválaszték kialakításával és raktározással foglalkozik. Az áruszállításról a vevőnek magának kell gondoskodnia és az áruk ellenértékét a helyszínen készpénzben kiegyenlítenie.[1]
- Áruszállító nagykereskedő: korlátozott szolgáltatást nyújt, mivel mozgó raktárként néhány termékkategóriát árusít tehergépkocsiról. Többnyire azonos útvonalakon, főként tartós élelmiszereket, napi fogyasztási cikkeket értékesít.[1]
- Tranzitáló nagykereskedő: (drop shipper) saját nevükön kereskedő közvetítő, amely az árut fizikailag nem veszik birtokba, hanem csupán az eladó és vevő közötti tranzakciót szervezik meg, illetve a szállítmányozás adminisztrációját végzik el.[1]
- Csomagküldő nagykereskedő: katalóguson segítségével értékesíti a gyártóktól beszerzett árucikkeket.[1]
- Bizományos nagykereskedő: elsősorban az értékesítésre összpontosít, mivel az eladótól bizományba veszi a terméket, és az értékesítést követően fizeti ki az áru ellenértékét.[1]
- Specializálódott nagykereskedő: többnyire kooperáción alapuló marketingtársulás, amelyek speciális termékekkel (pl. gabona, élő állat, hal, dohánylevél, nyers szőrme, olajcégek, folyékony kőolaj) kereskednek főként árutőzsdei ügyletek lebonyolításában.[1]
- Értékesítési kirendeltség (képviselet): a termelő vállalat nagykereskedelmi szervezete, vagy kizárólagos forgalmazásra szerződött nagykereskedelmi cég, amely a gyártás helyétől távol eső piacokon forgalmazza a termékeket.[1]
- Raktáráruház: a nagykereskedelmi vállalatok végső fogyasztók számára történő értékesítése raktári környezetben, sok esetben nagyobb kiszerelésekben.[1]

## Statisztikai besorolása Magyarországon
Magyarországon a nagykereskedelem a "Nagykereskedelem (kivéve: gépjármű, motorkerékpár)" elnevezésű nemzetgazdasági ágazatba tartozik.